# Station Sambeek
Station Sambeek (wachtpost 37) is een voormalige stopplaats aan de Maaslijn te Sambeek. Halte Sambeek was in gebruik van 1885 tot 1891 en van 1921 tot 15 mei 1933.